# جائزة الولايات المتحدة الكبرى للدراجات النارية 2013
جائزة الولايات المتحدة الكبرى للدراجات النارية 2013 هو سباق دراجات نارية أقيم بتاريخ 21 يوليو 2013 في حلبة لاغونا سيكا، مونتيري، الولايات المتحدة. كان الجولة التاسعة من أصل 18 في سباق الجائزة الكبرى للدراجات النارية موسم 2013. فاز الإسباني مارك ماركيث بفئة الموتو جي بي.

## وصلات خارجية
- الموقع الرسمي